# Undisputed (Album)
Undisputed (englisch für „unbestritten“) ist das siebte Studioalbum des US-amerikanischen Rappers DMX. Es erschien am 11. September 2012 über das Label Seven Arts Music als Standard- und Limited-Edition, inklusive Bonussongs und DVD.

## Produktion
Bei dem Album David Michery und Peter Karroll als ausführende Produzenten. Vier bzw. fünf Lieder wurden von Dame Grease produziert, während Swizz Beatz zwei Instrumentals beisteuerte. Weitere Beats stammen von den Musikproduzenten J. R. Rotem, Elite, Divine Bars, Caviar, Bird, Snaz, Deezle, Snaggs und Tronzilla.

## Covergestaltung
Das Albumcover ist sehr schlicht gehalten und zeigt die dunkelroten Schriftzüge DMX und Undisputed auf schwarzem Untergrund.

## Gastbeiträge
Auf sechs bzw. sieben Liedern des Albums sind neben DMX andere Künstler vertreten. So hat der Rapper Machine Gun Kelly einen Gastauftritt im Song I Don’t Dance, während auf Sucka for Love die Sängerin Dani Stevenson zu hören ist. Die Sängerin Rachel Taylor unterstützt DMX auf I Get Scared, und die Stücke Cold World sowie No Love sind Kollaborationen mit der Sängerin Andreena Mill. Auf I Got Your Back und dem Bonustrack Fire arbeitet DMX außerdem mit der Rapperin Kashmere zusammen.

## Titelliste
| #  | Titel                        | Gastmusiker       | Produzent         | Länge |
| -- | ---------------------------- | ----------------- | ----------------- | ----- |
| 1  | Lookin Without Seein (Intro) |                   | Elite             | 0:50  |
| 2  | What They Don’t Know         |                   | Swizz Beatz       | 3:42  |
| 3  | Cold World                   | Andreena Mill     | Dame Grease, Snaz | 4:04  |
| 4  | I Don’t Dance                | Machine Gun Kelly | J. R. Rotem       | 3:27  |
| 5  | Sucka for Love               | Dani Stevenson    | Deezle            | 4:10  |
| 6  | I Get Scared                 | Rachel Taylor     | Dame Grease       | 3:54  |
| 7  | Slippin’ Again               |                   | Bird              | 3:47  |
| 8  | Prayer                       |                   | DMX               | 1:42  |
| 9  | I’m Back                     |                   | Bird              | 2:33  |
| 10 | Have You Eva                 |                   | Dame Grease       | 3:44  |
| 11 | Get Your Money Up            |                   | Snaggs            | 2:21  |
| 12 | Head Up                      |                   | Tronzilla         | 4:31  |
| 13 | Frankenstein                 |                   | Caviar            | 2:34  |
| 14 | Ya’ll Don’t Really Know      |                   | Swizz Beatz       | 2:38  |
| 15 | I Got Your Back              | Kashmere          | Caviar            | 3:15  |
| 16 | No Love                      | Andreena Mill     | Dame Grease, Snaz | 3:20  |
| 17 | Already                      |                   | Divine Bars       | 3:59  |

Bonussongs der Limited-Edition:
| #  | Titel           | Gastmusiker | Produzent   | Länge |
| -- | --------------- | ----------- | ----------- | ----- |
| 18 | Fire            | Kashmere    | Dame Grease | 3:13  |
| 19 | Fuck U Bitch    |             | Elite       | 2:59  |
| 20 | Love That Bitch |             | Divine Bars | 3:20  |

Bonus-DVD der Limited-Edition:
| # | Titel                     |
| - | ------------------------- |
| 1 | Already (Video)           |
| 2 | I Don’t Dance (Video)     |
| 3 | Behind the Scenes Footage |

## Chartplatzierungen und Singles
Undisputed stieg am 29. September 2012 auf Platz 19 in die US-amerikanischen Charts ein und konnte sich vier Wochen in den Top 200 halten. Damit blieb es deutlich hinter den kommerziellen Erfolgen früherer Alben von DMX zurück. So verpasste es auch die Top 100 in Deutschland.
Als Singles wurden die Lieder I Don’t Dance und Head Up ausgekoppelt.

## Rezeption
| Professionelle Bewertungen | Professionelle Bewertungen |
| -------------------------- | -------------------------- |
| Kritiken                   |                            |
| Quelle                     | Bewertung                  |
| laut.de                    | [ 3 ]                      |
| allmusic                   | [ 4 ]                      |
| RapReviews                 | [ 5 ]                      |

Dani Fromm von laut.de bewertete Undisputed mit drei von möglichen fünf Punkten. Sie meint, dass der Rapper über seine ganze Karriere hinweg „keinerlei Entwicklung“ – weder positiv noch negativ – gemacht hätte. Allerdings würden Fans mit dem was man erwarten konnte „fraglos wieder bestens bedient“. So seien besonders die Produktionen von Swizz Beatz gelungen und DMX würde weiter mit „Hunger und Biss“ rappen. Die Gastsängerinnen werden hingegen überwiegend negativ bewertet.